# Cristian Schmidt
Cristian Schmidt (Avellaneda, 13 de agosto de 1982) es un deportista argentino que compitió en judo. Ganó una medalla en los Juegos Panamericanos de 2011, y cinco medallas en el Campeonato Panamericano de Judo entre los años 2009 y 2015.

## Palmarés internacional
| Juegos Panamericanos    | Juegos Panamericanos       | Juegos Panamericanos | Juegos Panamericanos |
| Año                     | Lugar                      | Medalla              | Categoría            |
| ----------------------- | -------------------------- | -------------------- | -------------------- |
| 2011                    | Guadalajara (México)       | Medalla de bronce    | –100 kg              |
| Campeonato Panamericano |                            |                      |                      |
| Año                     | Lugar                      | Medalla              | Categoría            |
| 2009                    | Buenos Aires (Argentina)   | Medalla de plata     | –100 kg              |
| 2010                    | San Salvador (El Salvador) | Medalla de bronce    | –100 kg              |
| 2011                    | Guadalajara (México)       | Medalla de bronce    | –100 kg              |
| 2012                    | Montreal (Canadá)          | Medalla de plata     | –100 kg              |
| 2015                    | Edmonton (Canadá)          | Medalla de bronce    | –90 kg               |